# Герб Сандомирского воеводства (Королевство Польское)
Герб Сандомирского воеводства (пол. Herb Województwa Sandomierskiego) — официальный символ Сандомирского воеводства Речи Посполитой.
Воеводство образовано в XIV веке в составе Малопольской провинции Королевства Польского из Сандомирского княжества. Ликвидировано в связи с третьим разделом Речи Посполитой в 1795 году.

## Описание
Герб Сандомирского воеводства представлял собой геральдический щит, рассечённый на два поля, из которых левое 5-кратно пересечено в червлень и серебро, а в правом, лазоревом, помещены в три ряда 9 (3+3+3) золотых шестиконечных звёзд.

## История
Герб создан под влиянием западной геральдики с использованием разделений щитов и фигур из пересечений полей, что встречается редко в средневековых польских гербах.
В 1355 году король Казимир III включил Сандомерскую землю в состав земель, наследуемых польским королём. Герб появился, вероятно, в 1355—1370 годы и был основан на гербе венгерского и польского короля Людовика Венгерского из Анжуйскиой династии.
В рукописи Яна Длугоша «Insignia seu clenodia Regis et Regni Poloniae» (1464—1480) имеется описание герба:

Сандомирская земля имеет рассечённый щит, первая часть трёхкратно пересечена на червлень и серебро, в другой лазоревой части помещены рядами три и четыре звезды.
Оригинальный текст (лат.)Sandomiriensis terra tercia in ordine, que tres pro prima parte barras glaucas et rubeas portat, in secunda triplicem ordinem stellarum, et qoulibet ordine quatuor stellas, in campo celestino defert.

Количество звёзд в гербе, вероятно, символизировало количества поветов. Из описания знамён с Грюнвальдской битвы Яна Длугоша следует, что изначально звёзд было семь — столько же, сколько и в то время поветов. Девять звезд в более поздний период может символизировать девять судебных округов, на которые делилась воеводство.
Этот герб использовался также в Сандомирском воеводстве Царства Польского, в Сандомирской губернии, и как часть герба Радомской губернии (до 1866 года) Российской империи.

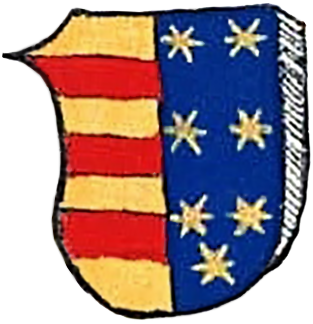
Герб воеводства из Статута Лаского, 1506
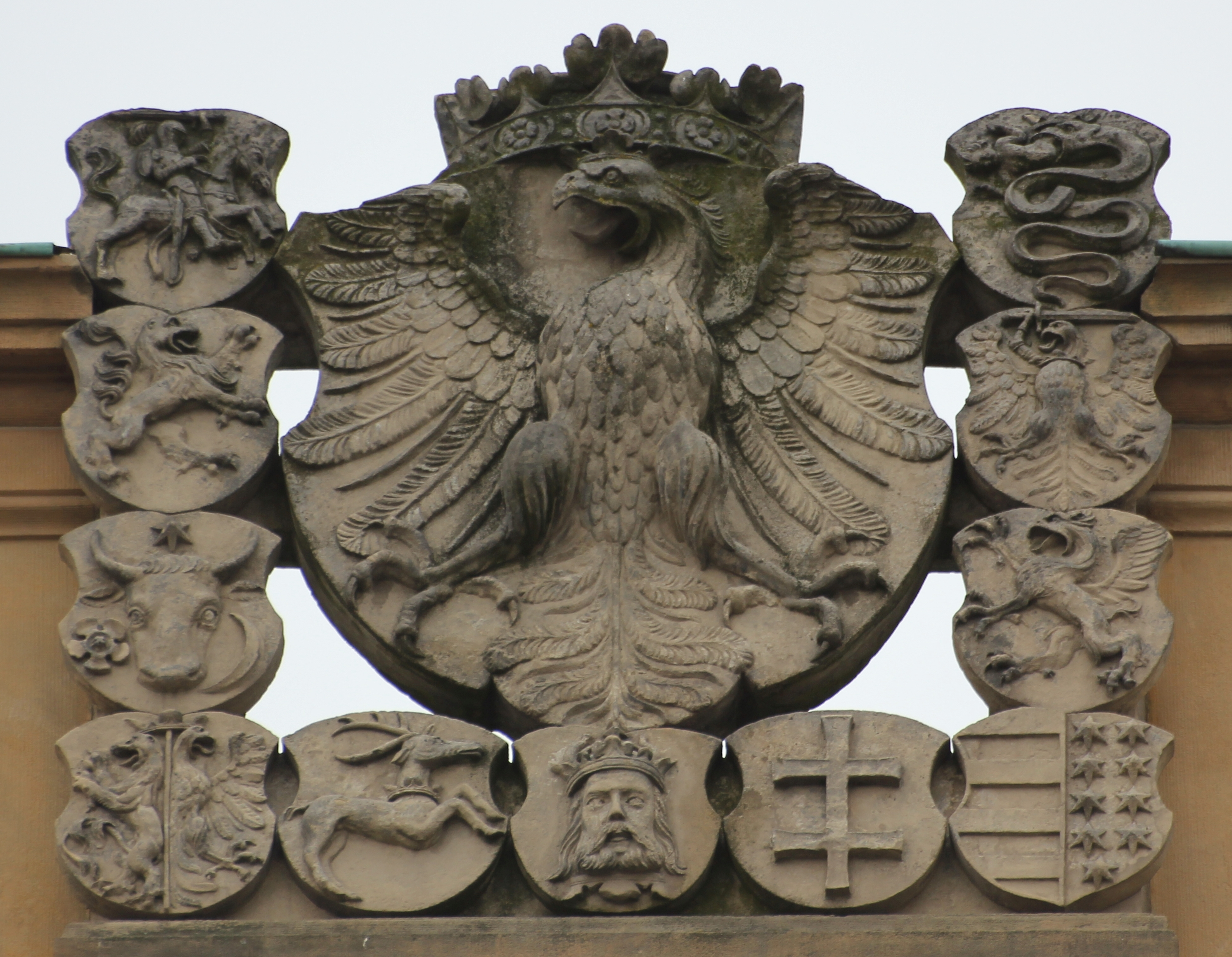
Герб на воротах замка в Бжеге в Нижней Силезии, построенного в 1554—1560 годах
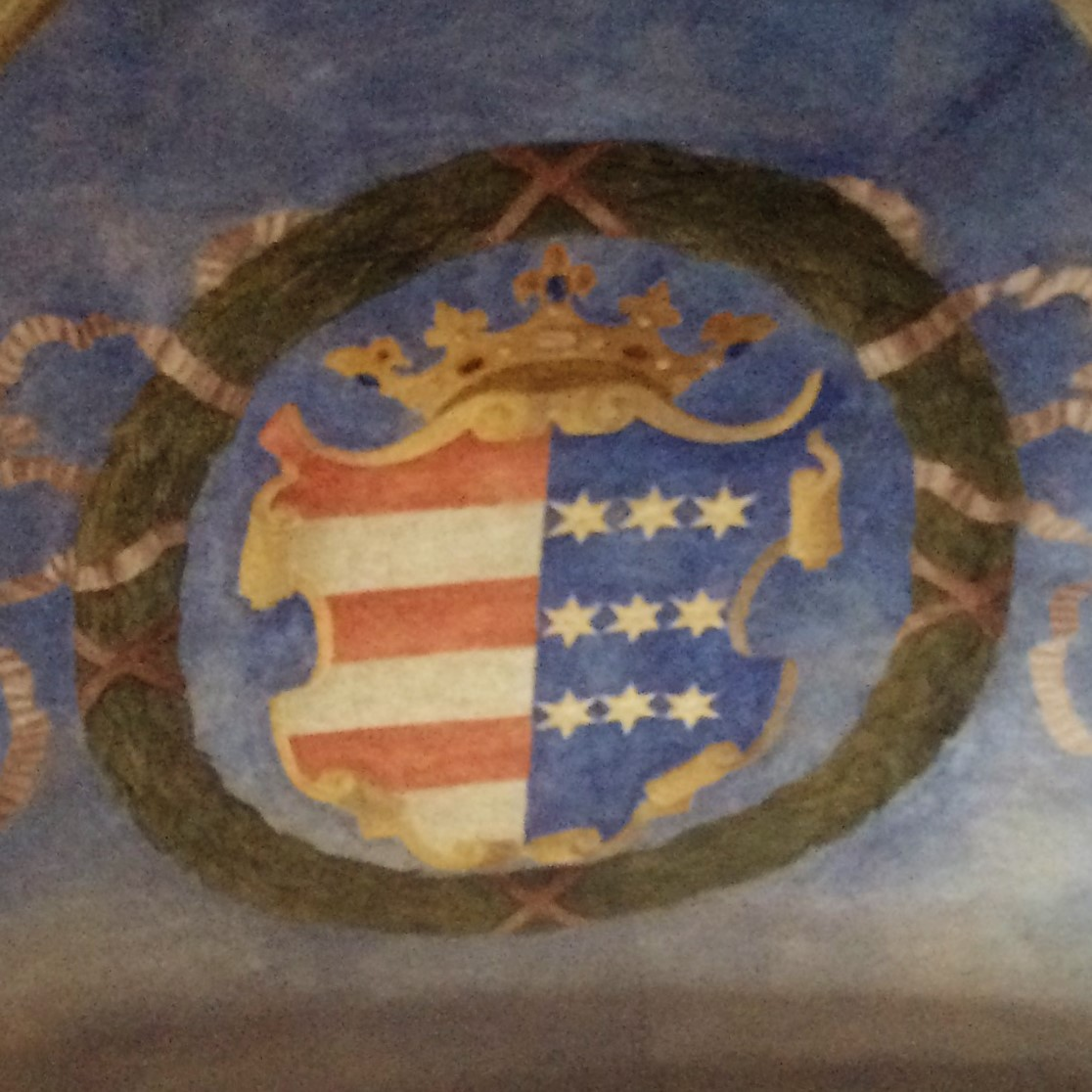
Герб в Посольском зале Королевского замка Варшавы, после 1720
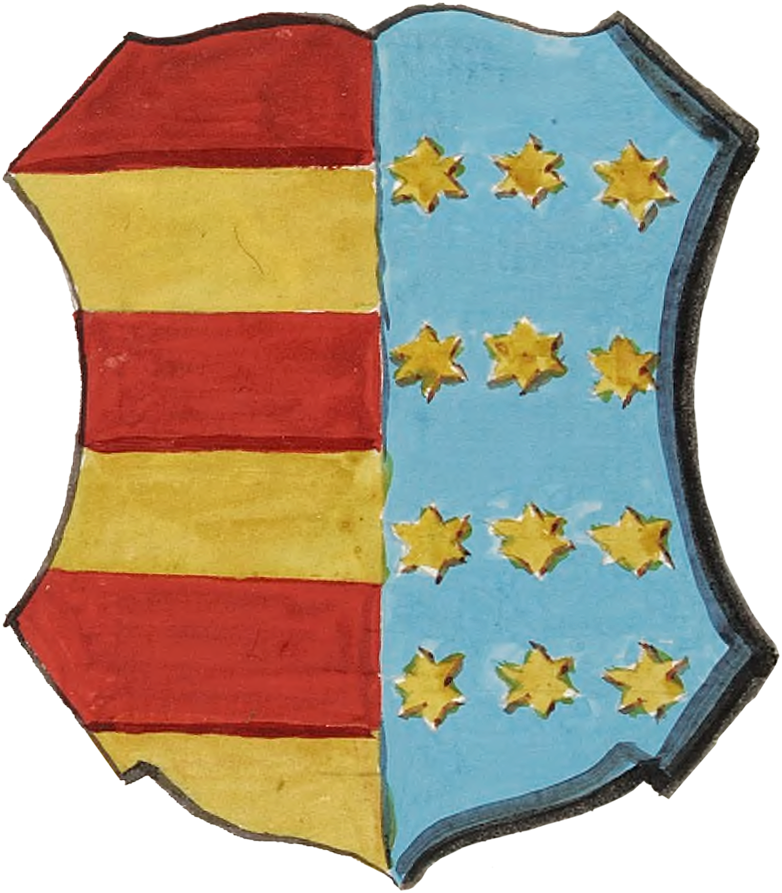
Рисунок герба из гербовника 1875 года